# 在オーストラリアモーリシャス高等弁務官事務所
在オーストラリアモーリシャス高等弁務官事務所（英語: High Commission of Mauritius in Australia）は、オーストラリアの首都キャンベラにあるモーリシャスの高等弁務官事務所。オーストラリアに加えて、日本やニュージーランドなども管轄している。

## 沿革
- 1968年3月12日、モーリシャスがイギリスから独立する[2]
- 1968年3月12日、モーリシャスが日本との外交関係を樹立する[3]
- 1970年、モーリシャスがオーストラリアとの外交関係を樹立する[1]
- 1977年7月4日、キャンベラに高等弁務官事務所が設立される[1]
- 在ニュージーランドモーリシャス高等弁務官事務所（英語: High Commission of Mauritius in New Zealand）との兼轄を開始する[1]
- 駐日モーリシャス大使館（英語: Embassy of Mauritius in Japan）との兼轄を開始する[1]
- 在フィジーモーリシャス高等弁務官事務所（英語: High Commission of Mauritius in Fiji）との兼轄を開始する[1]
- 在バヌアツモーリシャス高等弁務官事務所（英語: High Commission of Mauritius in Vanuatu）との兼轄を開始する[1]

## 所在地
| 日本語 | 〒2600 ヤラルムラ豪州首都地区ディーキンビール・クレセント2 |
| 英語   | 2 Beale Crescent, Deakin, ACT 2600                         |

## 高等弁務官（大使）
2017年11月23日より、クリステル・ソハンが高等弁務官を務めている。また、2019年9月4日に、駐日大使として訪問した東京で信任状を捧呈している。